# سو جي
سو جي (بالإنجليزية: Sue Gee)‏‏ (1947 - ) روائية من فرنسا.